# サモーネ (トリノ県)
サモーネ（伊: Samone）は、イタリア共和国ピエモンテ州トリノ県にある、人口約1,500人の基礎自治体（コムーネ）。

## 地理

### 位置・広がり

#### 隣接コムーネ
隣接するコムーネは以下の通り。
- バンケッテ
- コッレレット・ジャコーザ
- フィオラーノ・カナヴェーゼ
- ロランツェ
- パヴォーネ・カナヴェーゼ
- サレラーノ・カナヴェーゼ